# La Martre
La Martre is een gemeente in het Franse departement Var (regio Provence-Alpes-Côte d'Azur) en telt 160 inwoners (2006). De plaats maakt deel uit van het arrondissement Draguignan.

## Geografie
De oppervlakte van La Martre bedraagt 21,3 km², de bevolkingsdichtheid is 6,2 inwoners per km².
De onderstaande kaart toont de ligging van La Martre met de belangrijkste infrastructuur en aangrenzende gemeenten.

## Demografie
Onderstaande figuur toont het verloop van het inwonertal (bron: INSEE-tellingen).